# Особое совещание при ОГПУ
Особое совещание при ОГПУ — административный орган при ОГПУ, созданный в целях борьбы с преступной деятельностью лиц, признаваемых социально опасными, которое имело право высылки, заключения в исправительно-трудовой лагерь, высылки за пределы СССР.

## История
Предшественником Особого совещания была созданная 10 августа 1922 года Особая комиссия при НКВД РСФСР. Данный орган имел право приговаривать к административной высылке, не прибегая к аресту, в том числе — из пределов РСФСР, на срок до 3 лет.
28 марта 1924 года Президиум ЦИК СССР утвердил новое положение о правах ОГПУ. Особое совещание при ОГПУ получило право приговаривать к заключению в лагерь на срок до 3-х лет.
В процессе своей деятельности полномочия ОСО менялись в соответствии с текущей обстановкой. По первому проекту от 31 июля 1922 г. Особое совещание занималось только административной высылкой на срок до 5 лет.